# Grand Hotel Duchi d'Aosta
Il Grand Hotel Duchi d'Aosta, conosciuto anche come Hotel Vanoli, è un edificio storico di Trieste situato in piazza Unità d'Italia, di fronte a Palazzo Stratti.

## Storia

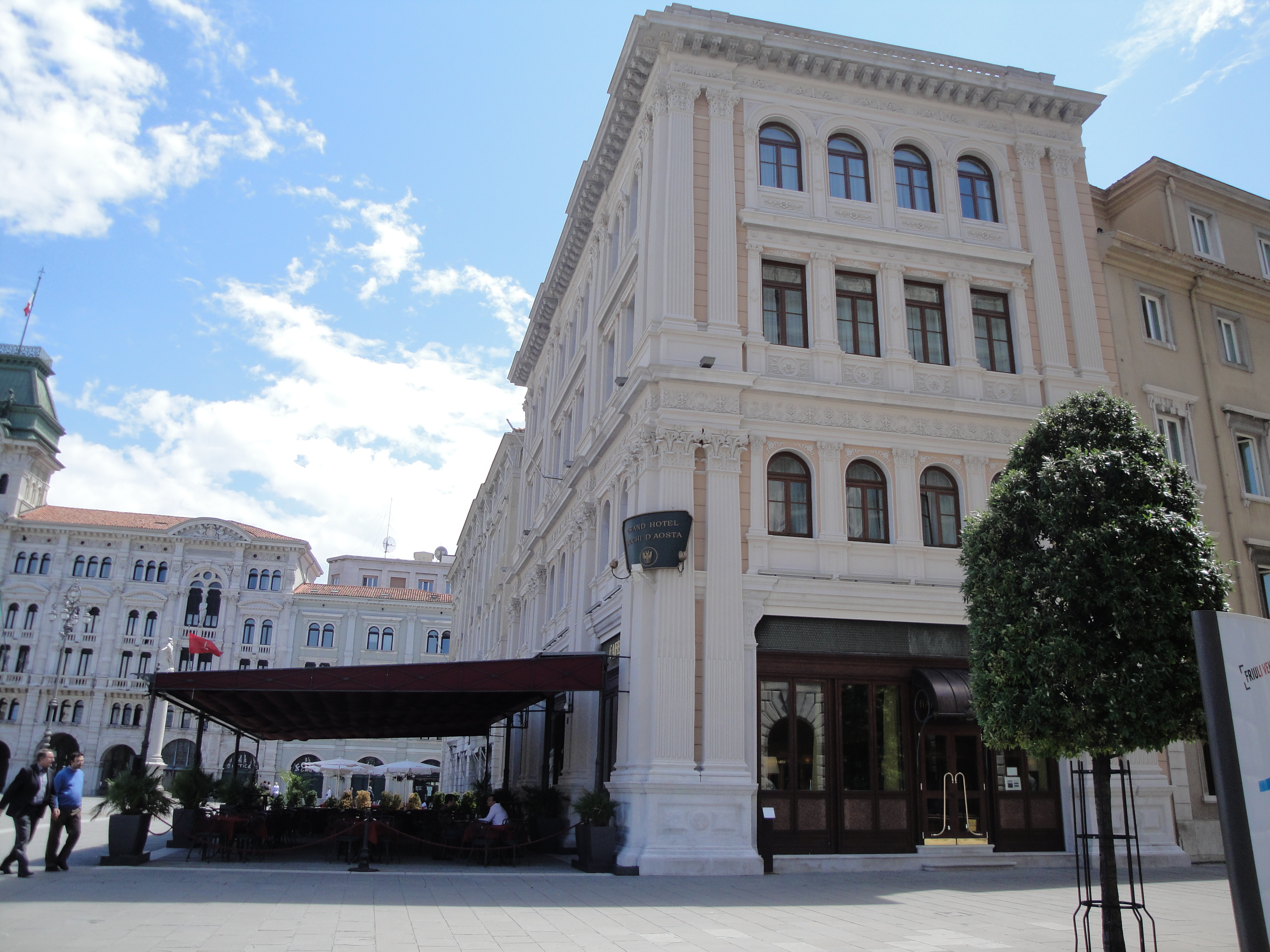
Vista laterale del palazzo

Fin dal XIV secolo sul sito dell'hotel si trovava un edificio destinato all'accoglienza dei viaggiatori, conosciuto come Hospitium Magnum. 
Costruito inizialmente per ospitare i mercanti di passaggio in città, nei secoli guadagnò una notevole reputazione, tanto che nel XVII secolo vi alloggiarono Maria Maddalena d'Austria, diretta a Firenze nel 1608 per sposare il granduca di Toscana Cosimo II de' Medici, e l'infanta di Spagna Maria Anna d'Asburgo, durante il suo passaggio a Trieste nel 1631 mentre era diretta a Vienna per sue nozze con Ferdinando III d'Asburgo.
Nel 1727 al posto dell'Hospitium Magnum e dell'adiacente Osteria del Dazio il comune di Trieste fece costruire l'Osteria Grande, che meno di 40 anni dopo, nel 1765, venne restaurata e ampliata per essere in grado di ospitare viaggiatori illustri, assumendo il nome di Locanda Grande. Tra le personalità che alloggiarono nella nuova locanda vi furono l'ammiraglio Horatio Nelson, Giacomo Casanova, Carlo Goldoni, lo scrittore romantico francese François-René de Chateaubriand, gli imperatori Giuseppe II d'Asburgo-Lorena e Leopoldo II d'Asburgo-Lorena, Gioacchino Murat e il futuro re di Svezia e Norvegia Jean-Baptiste Jules Bernadotte.
Proprio mentre alloggiava alla Locanda Grande l'8 giugno 1768 venne ucciso l'archeologo e storico dell'arte Johann Joachim Winckelmann, pugnalato dal proprio vicino di stanza Francesco Arcangeli.
Nel 1847, durante le trasformazioni urbanistiche che interessarono la piazza, la Locanda Grande venne demolita, e nel 1873 le Assicurazioni Generali, al tempo proprietarie dell'area, incaricarono gli architetti Eugenio Geiringer e Giovanni Righetti di costruire al suo posto un nuovo albergo che prese il nome di Hotel Garni.
Nel 1908 l'albergo cambiò nome in Hotel Vanoli, dal nome del nuovo proprietario, e nel 1912 fu uno dei primi edifici della città ad essere dotato di energia elettrica. Il nome Vanoli venne mantenuto fino al 1972, quando l'albergo divenne il Gran Hotel Duchi d’Aosta.

## Descrizione

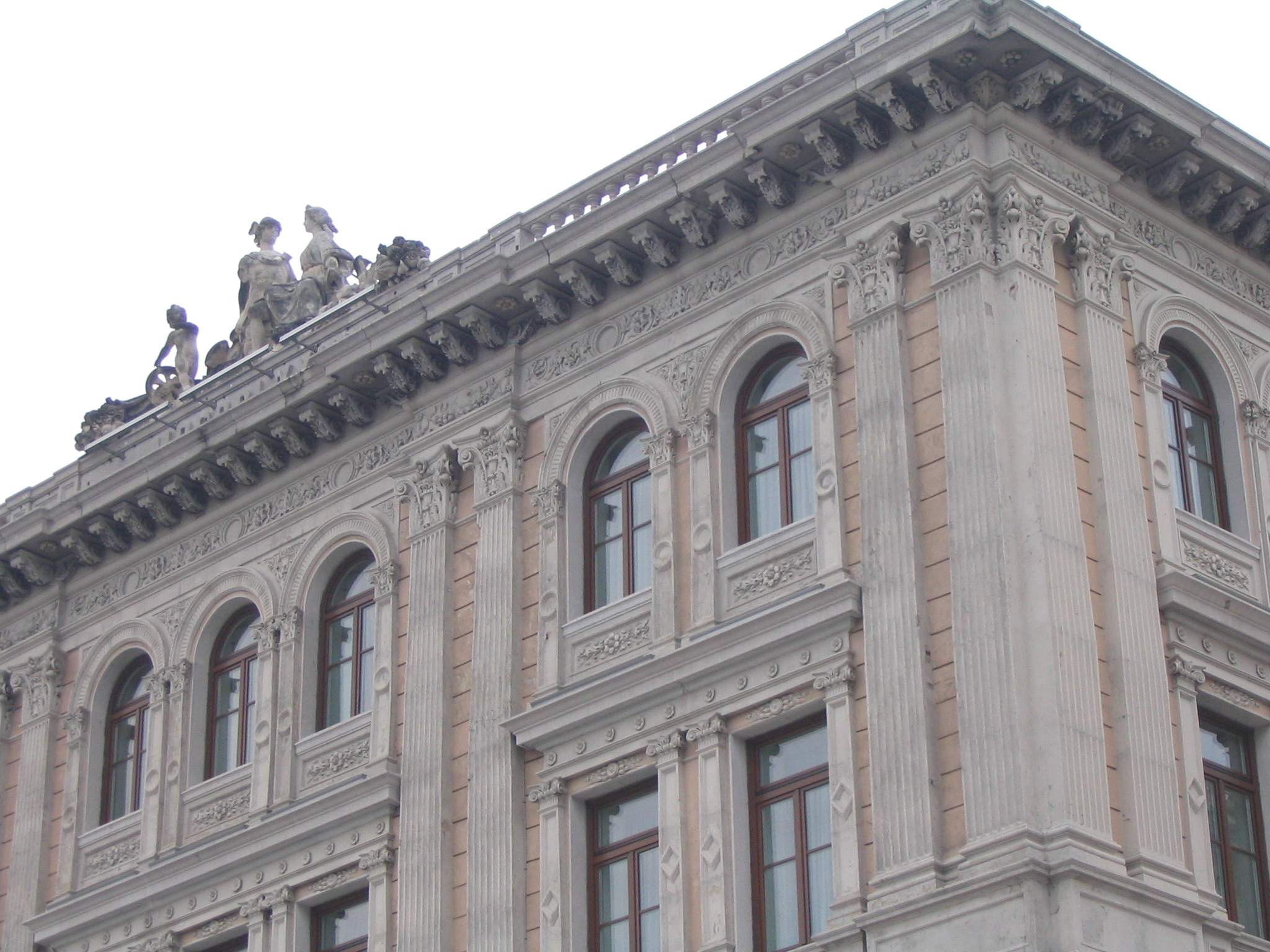
Dettaglio della decorazione della facciata principale

L'edificio si trova in Piazza Unità d'Italia, tra Palazzo Pitteri e il Palazzo del Lloyd Triestino e di fronte a Palazzo Stratti.
Progettato da Eugenio Geiringer e Giovanni Righetti nel 1873, ha una pianta rettangolare e si sviluppa su quattro piani di altezza. Il prospetto principale, che affaccia su Piazza Unità d'Italia, presenta uno stile eclettico caratterizzato da forme lineari. Il piano terra è occupato da un bar ristorante, mentre i tre piani successivi presentano tutti una serie di sette finestre tripartite, separate da lesene corinzie.

In cima al primo e al terzo piano è presente una cornice decorata con motivi floreali, e motivi analoghi sono presenti anche al di sotto delle singole finestre.
Il prospetto è coronato da una balaustra a colonnine, al centro della quale spicca la data in numeri romani MDCCCLXXIII, a ricordare l'anno di costruzione. Al di sopra della scritta si trova un gruppo scultoreo formato da una statua femminile, rappresentazione di Trieste, e dalla figura maschile di Mercurio, dio del commercio. Alle spalle di Mercurio si trova un putto, e il gruppo scultoreo è completato lateralmente da due cornucopie.

## Galleria d'immagini

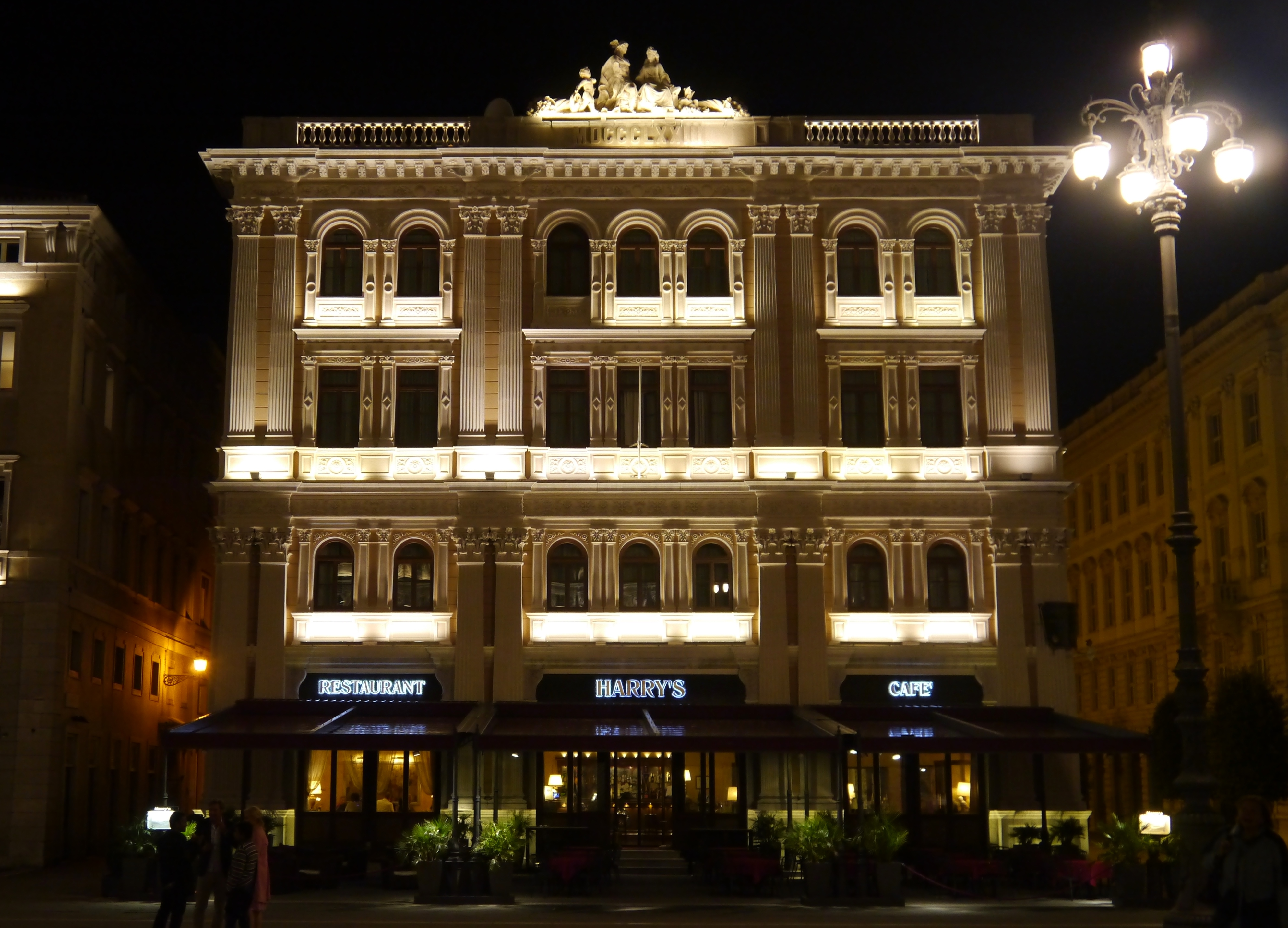
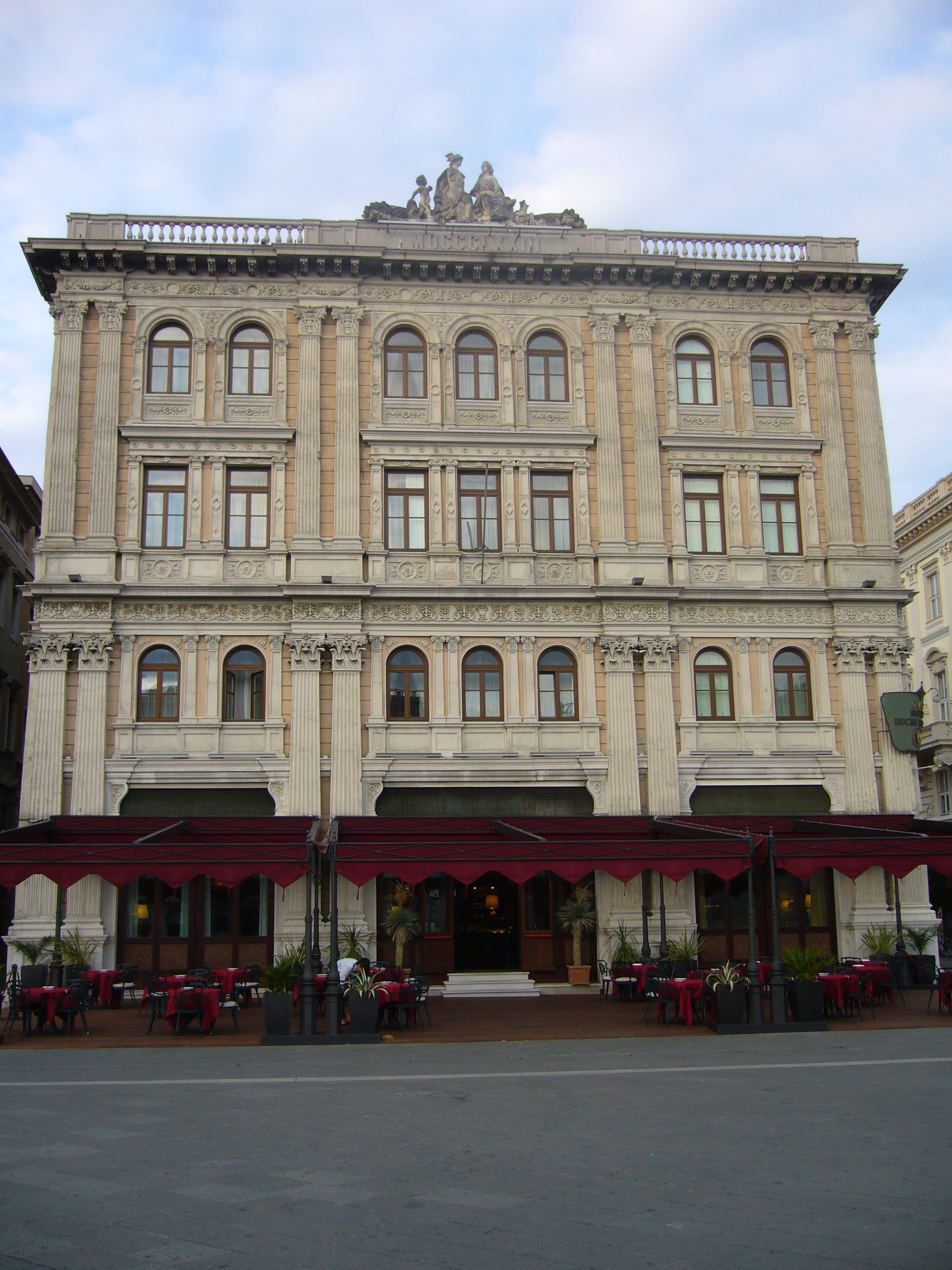
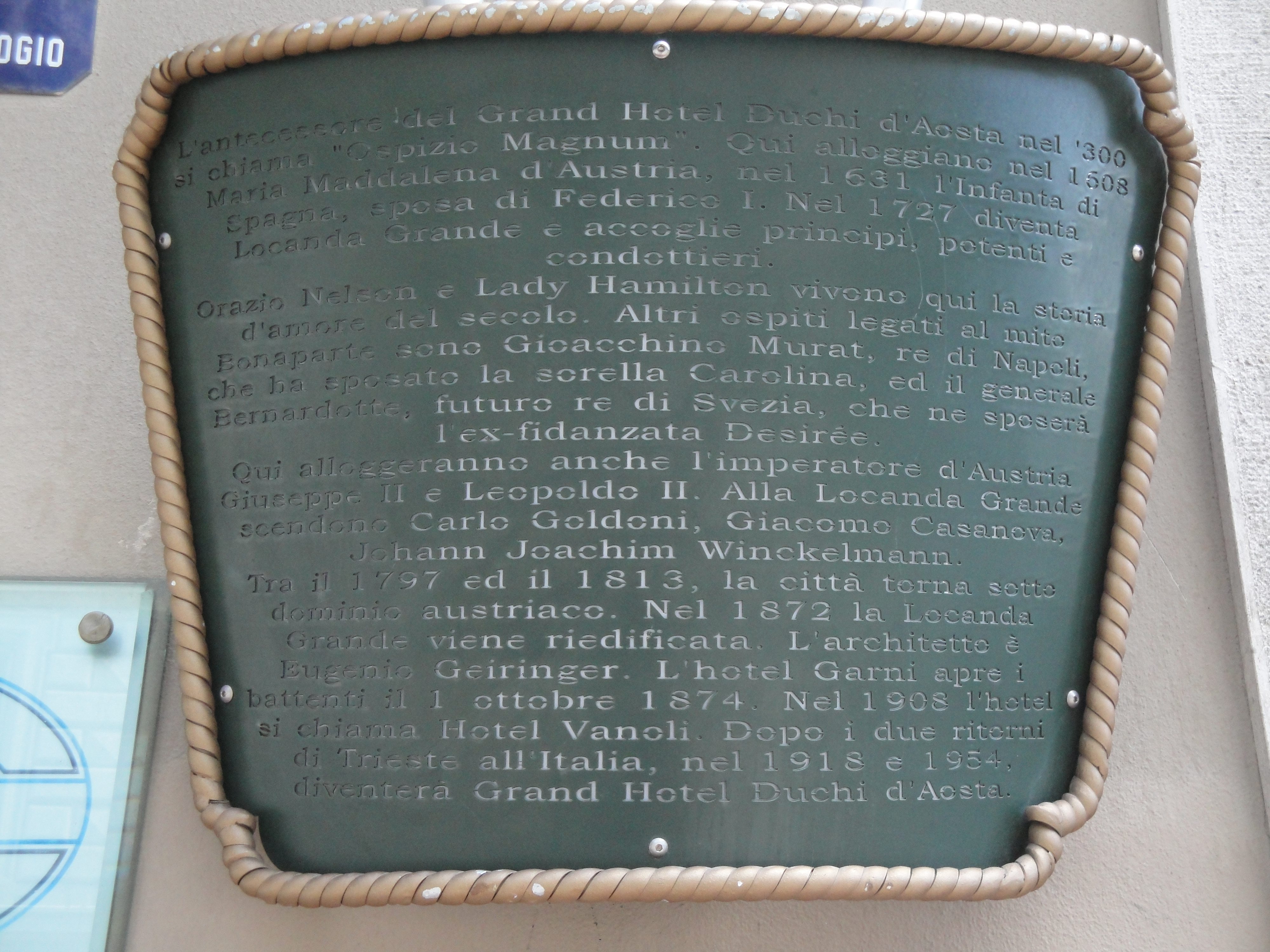